# Brachythecium brachycladum
Brachythecium brachycladum är en bladmossart som beskrevs av Jean Édouard Gabriel Narcisse Paris 1900. Brachythecium brachycladum ingår i släktet gräsmossor, och familjen Brachytheciaceae. Inga underarter finns listade i Catalogue of Life.